# The Sims 3
The Sims 3 je videoigra za simulacije života koju je razvio Maxis-ov studio Redwood Shores, a izdao Electronic Arts. Dio je serije The Sims, nastavak je The Sims 2. U prodaju je pušten 2. lipnja 2009. u Sjevernoj Americi, 4. lipnja 2009. u Australiji 5.lipnja 2009. u Europi. 
Igra slijedi iste premise kao i njihovi prethodnici The Sims i The Sims 2, a temelji se na simulaciji života gdje igrač kontrolira radnje i sudbinu svojih likova, Simsa, kao i njihovih kuća i kvartova. The Sims 3 proširuje se na prethodne igre imajući sustav otvorenog svijeta, gdje su susjedstva u potpunosti otvorena gdje se Simsi kreću bez ikakvih zaslona za učitavanje. Predstavljen je novi alat za dizajn, alat Create a Style, koji omogućuje redizajn svakog predmeta, odjeće i kose u bilo kojoj boji, materijalu ili uzorku dizajna. Taj alat je kasnije dokaz kao jedan od glavnih razloga koji usporava rad igre.
The Sims 3 postigao je komercijalni uspjeh, prodavši 1,4 milijuna primjeraka u prvom tjednu. Kritičari su izdali uglavnom pozitivne kritike, s ocjenom 86/100 od agregatora Metacritic. Igra je prodana u više od deset milijuna primjeraka širom svijeta od izdanja 2009. godine, što je čini jednom od najprodavanijih PC igara svih vremena. Ima jedanaest ekspanzijskih paketa. Nastavak, The Sims 4, objavljen je u rujnu 2014. za PC.

## Igra
Sims 3 je napravljen po istom konceptu kao i njezini prethodnici Sims i Sims 2. Igrač u igri kontrolira svog Simsa u aktivnostima i odnosima s drugim Simsima slično kao i u stvarnom svijetu. Igra se može igrati koliko god hoće i nema posebnih pravila. U igri igrač gradi svoju kuću, koju može i kupiti, stvara svoje vlastite Simse i vodi njihov život od mladosti do starosti.
Kao i u prethodnim igrama franšize, u The Sims 3 igrači kontroliraju aktivnosti i odnose vlastitog Sima. Igra je otvorena i nema definirani cilj. Simsi žive u susjedstvima, a sada se službeno nazivaju 'svjetovima', što se može prilagoditi, omogućujući igraču da stvara svoje kuće, dijelove zajednice i Simse, iako mnogi od njih dolaze sa samom igrom. Ovi su svjetovi sada 'bešavni', omogućujući svim simsima da se slobodno kreću bez ikakvog zaslona za učitavanje između zemljišta, kao što se događalo u prethodnim igrama. Dakle, susjedstvo uključuje zajedničke dijelove koji mogu biti zabavni (poput parkova, teretana i kina) i radna mjesta (gradska vijećnica, bolnica, tvrtke). Budući da je susjedstvo otvoreno, igra uključuje mehaničara "Napredak priče", koji omogućava svim Simsima u susjedstvu da autonomno nastave svoj život bez da ih igrač ikad kontrolira. To pomaže unaprijediti priču o cijelom kvartu, umjesto samo o aktivnim igraćim jedinicama. Simsi žive određeno vrijeme koje igrač može prilagoditi i napreduje kroz nekoliko životnih faza (beba, mališan, dijete, tinejdžer, mlada odrasla osoba, odrasla osoba i stariji). Simbovi mogu umrijeti od starosti ili mogu prerano umrijeti od uzroka poput požara, gladi, utapanja i strujnog udara.
Primarni svijet u igri je Sunset Valley (u konzolnoj verziji glavni svijet je Moonlight Bay), dok se dodatni svijet pod nazivom Riverview može dobiti besplatno. Svi dosadašnji paketi proširenja (osim Generations i Seasons) uključuju svijet, a dodatni svjetovi mogu se kupiti u The Sims 3 Store koristeći SimPoints. Uz to, Sunset Valley i neki od dostupnih drugih svjetova imaju određeni stupanj povezanosti s pričom koju su postavili The Sims i The Sims 2. Nekoliko unaprijed izrađenih likova iz drugih Sims igara pojavljuju se širom svijeta, mnogi od njih u mlađem obliku.
Mogućnosti za karijeru poput prekovremenog rada ili izvršavanja različitih jednostavnih zadataka mogu dovesti do povećanja plaće, novčanog bonusa ili povećanja odnosa na radnome mjestu. Izazovi se događaju nasumično na temelju načina života svakog Sim-a, poput odnosa, vještina i poslova. Prilike za vještine zahtjevi su susjeda ili članova zajednice vašeg sim-a da Sim riješi probleme koristeći svoje stečene vještine za gotovinu ili nagrade za veze.
Novi sustav nagrađivanja Wishes zamjenjuje sustav Wants and Fears u svom prethodniku The Sims 2. Ispunjavanje Simovih želja doprinosi Simovoj ocjeni za životnu sreću, omogućavajući igračima da kupe doživotne nagrade po cijeni tih bodova za životnu sreću.
Igra uvodi veliku promjenu u pogledu prilagodbe pomoću alata Stvori stil (Create a Style). Na taj je način svaki predmet ili odjevni komad u igri potpuno prilagodljiv u pogledu boje (koja se može odabrati s kotačića u boji), materijala (plastika, kamen, tkanina, drvo ...) ili uzorka dizajna. 

### Create a Sim
The Sims 3 uvodi mnogo više mogućnosti prilagodbe likova od svog prethodnika The Sims 2. Kao i prethodna igra, igrač može prilagoditi dob, građu tijela, boju kože, frizure, odjeću i osobnost. Između adolescencije i zrelosti uključuje se nova životna faza: mlada zrelost. Ova je faza uvedena u The Sims 2 samo tijekom sveučilišnog razdoblja, ali sada je glavna životna pozornica igre. Dodatne opcije dodane su u proširenja i ažuriranja, poput tetovaža, veličine grudi i definicije mišića. The Sims 3 nudi širi raspon tonova kože od svojih prethodnika, u rasponu od realističnih kavkaskih i crnih koža do fantastičnih zelenih i ljubičastih boja.
Igra se temelji na novom sustavu osobnosti. Za razliku od prethodnih igara, gdje su se ličnosti sastojale od klizača i ograničenog skupa bodova ličnosti koji se među njima mogao raspodijeliti, The Sims 3 uvodi sustav osobina: odrasli simovi mogu imati do 5 osobina ličnosti koje se mogu odabrati s popisa. Te osobine mogu biti mentalne, fizičke, socijalne ili pod utjecajem načina života i posla. Osobine će odrediti različite akcije koje sims može poduzeti, kao i ponašanje i želje.

### Vještine
Simovi mogu naučiti vještine interakcijom s različitim objektima. Vještine se postupno poboljšavaju u 10 razina. Poboljšanja vještina korisna su za postizanje ciljeva u karijeri, kao i za otvaranje novih mogućnosti za one aktivnosti koje zahtijevaju vještine, na primjer, visoka razina vrtlarenja omogućava simovima da sadu različita rijetka sjemena. Osnovne vještine uključuju logiku, kuhanje, slikanje, vrtlarenje, pisanje, gitaru, atletiku, spretnost, karizmu i ribolov. Kasnije su u pakete za proširenje dodane nove vještine. 

### Karijere
Karijere u osnovnoj igri su Poslovna, Kulinarska, Kriminalistička, Obrazovna, Novinarska, Provedba zakona, Medicinska, Vojna, Glazbena, Politička, Znanost i Profesionalni sport, kao i honorarni poslovi u knjižari, supermarketu ili toplicama, što mogu raditi i odrasli i tinejdžeri. Svaki od poslova odvija se u zajednici naselja. Međutim, ove su skupine samo zgrade s "zečjom rupom", s vanjskom fasadom, ali igrač im ne može pristupiti i nije u stanju vidjeti što se događa unutra. Dakle, poslovi su automatski u igri, čak i ako će igrač ponekad dobiti izazove i pitanja s različitim opcijama kako bi imao veću kontrolu nad učinkom sim-a u karijeri. Napredak u karijeri još uvijek ovisi o raspoloženju i vještinama, ali uz dodatak da se odnosi s kolegama / šefom, pa čak i određeni ciljevi moraju ispuniti. Igrači mogu kontrolirati hoće li simovi "Naporno raditi", "Polako", "Ulizivanje šefu" itd., Utječući tako na njihov rad. Nova značajka koju The Sims 3 nudi je razgranavanje karijera, što Simsu omogućuje odabir određenog puta u karijeri (kao što je Sim u karijeri Glazba na kraju može odabrati specijalizaciju za simfonijsku glazbu ili rock). Te se grane obično nude oko 6. razine karijere, ovisno o tome na kojoj karijeri Sim radi.
Paket proširenja The Sims 3: Ambitions uključuje potpuno nova zanimanja koja se zapravo mogu igrati: vatrogasac, lovac na duhove, istražitelj, arhitektonski dizajner i stilist. Neki od njih odvijaju se u zajednici koja se može igrati, poput vatrogasca ili stilista, dok su drugi slobodni poslovi. Igrači mogu tražiti koncerte u susjedstvu i zapravo ih ostvariti. Na primjer, arhitektonski dizajner može posjetiti kuće drugih simova i preuređivati ih u zamjenu za novac i uspjeh u karijeri.
Simsi također mogu zarađivati za život kod kuće svojim vještinama poput prodaje vlastitih slika, pisanja romana, sviranja gitare za savjete ili uzgoja voća i povrća. Simbovi također mogu otkupiti tvrtke i dobiti postotak zarade koju zarade. 

### Načini izrade / kupnje(Build / Buy Mode)
Kao i u prethodnim igrama, alat za izradu / kupnju uključen je u dizajniranje stambenih i zajedničkih parcela. Način gradnje koristi se za dodavanje zidova, njihovo bojanje, dodavanje stepenica, vrata i prozora, postavljanje podova, stvaranje temelja, podruma, bazena i ribnjaka. Neki paketi proširenja dodaju dodatne značajke načina izrade poput dizajna terena. Igrači ne mogu graditi ili postavljati predmete izvan granica parcele.
U načinu kupnje igrač može kupiti i odložiti nove predmete, poput uređaja, elektronike, namještaja i vozila. Način kupovine uglavnom se fokusira na pružanje predmeta koji su korisni ili potrebni za sims, omogućavajući im da grade vještine, pružaju neku vrstu uslužnosti ili čisto djeluju kao ukras kuće. Opisi mnogih predmeta dostupnih za kupnju u igri uključuju humor, sarkazam, uvrede prema igraču i duhovitost, a služi kao komično olakšanje u igri.
Načini izrade i kupnje dobili su vlastiti preobražaj. Načini održavaju sustav za izgradnju mreže iz prethodne igre, međutim, ova je mreža sada fleksibilnija, što omogućuje polaganje predmeta na sredinu pločica ili bez ikakve pomoći mreže. Način nacrta dodan je u daljnjim proširenjima, gdje su na raspolaganju unaprijed dizajnirane sobe za postavljanje onakve kakve jesu. Alat Stvori stil također se može primijeniti za redizajn svakog pojedinog komada namještaja ili zgrade, mijenjajući bilo koju boju, materijal ili uzorak dizajna. 

### Stvorite svijet(Create a World Tool)
29. listopada 2009. Electronic Arts najavio je "Stvori svijet" alat (CAW), koji je alat za uređivanje koji igračima omogućuje stvaranje vlastitih prilagođenih gradova od početka za upotrebu u igri. Igrači mogu prilagoditi parcele, odabrati uzorke terena i dodati ceste, raslinje i akcente susjedstva (poput vodotornja i svjetionika). CAW također omogućava igračima da uvezu dizajn iz PNG datoteka za uporabu u njihovom svijetu. Korisnici mogu svoje svjetove prenijeti na The Sims 3 Exchange kako bi ih drugi igrači preuzeli. Alat za uređivanje nudi se igračima kao zasebno preuzimanje, a objavljen je 16. prosinca 2009. godine kao beta verzija. EA će ponuditi tehničku podršku i ažuriranja. Igrači mogu dijeliti svoje četvrti kao i s ostalim sadržajima. Alat Create A World dostupan je za računala sa sustavom Windows. 

### Obitelj
Kako je ova igra simulacija života, Simsi mogu imati obitelj. Možete stvoriti obitelj u Create-a-Sim alatu i uređivati njihove odnose, ili možete ručno upoznati različite simse te s njima imati djecu.
Sim će osjetiti mučninu ako su trudni, a ti će simptomi trajati oko 1 sim dan skroz dok ne otkriju da su trudni i presvuku se u zadanu trudničku odjeću. Od sada pa nadalje nakon rođenja, sim neće moći nositi uobičajenu odjeću. Neki simptomi trudnoće koje sims može iskusiti su: Mučnina, bol u leđima, smanjen ili povećan apetit i nemogućnost sudjelovanja u određenim akcijama ili vježbanju.
Kad sim započne s radom, dijete mogu roditi u bolnici ili se roditi kod kuće. Većina simova prema zadanim postavkama odlazi u bolnicu, ali tu radnju možete otkazati. Interijer za djecu i bebe možete kupiti u načinu kupnje. Bebe zahtijevaju puno pažnje i brige, a socijalne službe mogu ih odvesti ako im se to ne pruži - zajedno s djecom, djecom i tinejdžerima. Dadilje se mogu unajmiti da prate djecu ako su im roditelji zauzeti. 

## Razvoj
Electronic Arts najavio je The Sims 3 19. ožujka 2008. Igra je razvijena u Maxisu koji se nalazi u Kaliforniji. 15. siječnja 2009. EA je pozvao "neke od najboljih" kreatora prilagođenih sadržaja u njihov kampus na Redwood Shoresu gdje su bili domaćini kampa za kreatore. Autori su pozvani da provedu tjedan istražujući i kreirajući sadržaje poput Simsa, kuća i prilagođenog sadržaja. 
8. svibnja 2009. EA je objavio da je The Sims 3postao "zlatan", što znači da je igra završila fazu beta testiranja i da je puštena u proizvodnju uoči svog izdanja u lipnju 2009. godine. 15. svibnja 2009. EA je objavio neka internetska interaktivna zadirkivanja na web mjestu The Sims 3, uključujući "SimFriend", koji korisnicima omogućuje odabir virtualnog Sim prijatelja koji će im slati e-poštu tijekom dana. "SimSocial", koji korisnicima omogućuje stvaranje vlastitog Sim-a na mreži i avanturu s njima. Dva tjedna prije nego što je igra trebala biti objavljena, neovlaštena kopija verzije digitalne distribucije igre procurila je na Internet. EA je kasnije komentirao da je curenje "verzija s pogreškama, predfinalna". EA tvrdi da više od polovice igre nedostaje i da je podložno padovima ili još gore. Navodno je u naslovu viša stopa kršenja autorskih prava od one u najbujnijoj igri 2008., Spore.
Razvojni tim oslanjao se na povratne informacije korisnika iz prethodnih igara. Kako bi stvorili animacije u igri, tako da izgledaju uvjerljivo, ali glupo, snimali su reference iz stvarnog života ljudi koji izvršavaju zadatke na nečuvene načine dok nisu zadovoljni ishodom.
Programeri su svaki lik u igri posebno kreirali kako bi imali svoju životnu priču, želje, snove i osobnosti. Programeri provode puno vremena pokušavajući postići da se svijet osjeća besprijekorno, a likovi da se osjećaju stvarno. 

### Audio
Glazbu za The Sims 3 skladao je Steve Jablonsky. Soundtrack je snimljen u Hollywood Studio Symphony u 20th Century Foxu. Glazbu za stereo i gitarske predmete igre proizveli su drugi, uključujući Ladytron, Darrell Brown, Rebeca Mauleon i Peppino D'Agostino. Dodatnu glazbu producirao je APM Music. Za osnovnu igru The Sims 3 objavljena su dva soundtracka, The Sims 3 Soundtrack i The Sims 3 - Stereo Jams. Soundtrack uključuje tematsku glazbu, a album Stereo Jams uključuje glazbu sa stereo uređaja u igri. Sve pjesme na stereo jamovima su na simlish jeziku. 
| 1.  | »The Sims Theme«            | 1:55 |
| 2.  | »Simmering Mallets«         | 3:01 |
| 3.  | »Consumerism Simplified«    | 2:58 |
| 4.  | »Verisimilitude«            | 3:03 |
| 5.  | »Simple Assembly«           | 2:57 |
| 6.  | »Aisles of Miles of Smiles« | 3:00 |
| 7.  | »Identity Check«            | 2:51 |
| 8.  | »Simple Directions«         | 2:55 |
| 9.  | »Some Assimbly Required«    | 3:00 |
| 10. | »Let's Assimilate«          | 2:58 |
| 11. | »Don't Be Parsimonious«     | 3:01 |
| 12. | »Constructive Simicism«     | 2:57 |
| 13. | »Maps & Simbols«            | 2:57 |
| 14. | »Amazing Facsimile«         | 2:44 |
| 15. | »Striking Similarities«     | 3:03 |
| 16. | »Cartographer's Symphony«   | 3:03 |
| 17. | »Fortissimo Personality«    | 3:01 |

## Dodaci

### Expansion packs
Paketi za proširenje The Sims 3 pružaju dodatne značajke i stavke igre: 
| Ime ekspanzije   | Datum izlaska                           | Uključuje | Životno stanje                              | Nove karijere |
| ---------------- | --------------------------------------- | --- | ------------------------------------------- | --- |
| World Adventures | 17. studenog 2009. 19. studenog 2009.   | Dodaci: Nove osobine, predmeti, odjeća. Značajke: potrage, istraživanje grobnice na tri nova odredišta, fotografija, nove funkcije gradnje, uključujući podrumski alat, nektar, vatromet, trgovine, kuće za odmor. Novi svjetovi za odmor: Champs Les Sims (Francuska), Al Simhara (Egipat), Shang Simla (Kina) ) | Mumija                                      | - |
| Ambitions        | 1. lipnja 2010. 3. lipnja 2010.         | Dodaci: Nove karijere, vještine, osobine i predmeti. Značajke: kontrola unutar posla (zanimanja i odabrane karijere), pranje rublja, sustav tetoviranja, samozapošljavanje temeljeno na vještinama. Novi svijet: Twinbrook | SimBot (Robot)                              | Arhitektonski dizajner · Obrazovanje · Vatrogasac · Lovac na duhove · Medicinski · Istražitelj · Stilist · Samozaposlen |
| Late Night       | 26. listopada 2010. 28. listopada 2010. | Dodaci: Nove karijere, vještine, osobine, odjeća i dodaci, namještaj i automobili. Značajke: barovi, noćni klubovi, apartmani u penthouseu, hidromasažne kade, prozori podzemne željeznice, dizala, klizači za definiranje grudi i mišića, grupa, traka, batler, horoskopski znakovi, novi alati za dizajn bazena, podešavanje visine za zidne predmete, alat za fontanu. Novi svijet: Bridgeport | Vampir                                      | Film · Član benda |
| Generations      | 31. svibnja 2011. 2. lipnja 2011.       | Dodaci: Nova oprema za igrališta, kriza srednjih godina, nove interakcije, nove osobine i nova profesija. Značajke: podvale, dlake na tijelu za muškarce, nove vrste proslava (tj. Rođendani / tinejdžerske / momačke večeri, vjenčanja, spavanje), uspomene, maturalne ceremonije, maturalna igra, maštovita igra, napitci, spiralne stepenice, tobogani, internati, borbe jastucima, kolica, štapići za starije.                                                                                      | Zamišljeni prijatelj                        | Vrtić |
| Pets             | 18. listopada 2011. 20. listopada 2011. | Dva izdanja: redovito i "ograničeno izdanje" Dodaci: Novi kućni ljubimci, nove životinjske i sim osobine, Create-A-Pet, nove životne želje i nagrade, nove interakcije, novi predmeti, nova mjesta i lokacije u zajednici, nove vještine za kućne ljubimce i sim. Značajke: Upravljane životinje (mačke, psi, konji) i stvorenja koja se ne mogu igrati (vidi NPC odjeljak), natjecanja za kućne ljubimce. Novi svijet: Appaloosa Plains                                                                | Mačka · Pas · Konj · Jednorog               | Konjičar |
| Showtime         | 6. ožujka 2012. 8. ožujka 2012.         | Tri izdanja: Redovito, "Ograničeno izdanje" i "Katy Perry Kolekcionarsko izdanje." Dodaci: Nove scenske karijere (pjevač, akrobat, mađioničar), novi predmeti (bilijar, golf), nove sim osobine / životne želje; Samo Katy Perry: scensko mjesto za preuzimanje, odjeća, predmeti i scenski rekviziti s temom voća . Značajke: društvene značajke, ukrašavanje pozornice, pjevanje, svirke, novi 'Achievement System', Simport koji omogućuje uvoz i izvoz slavnih Simsa. Novi svijet: Starlight Shores | duh                                         | Pjevač · Akrobat · Mađioničar                                                                                           |
| Supernatural     | 4. rujna 2012. 6. rujna 2012.           | Tri izdanja: redovito, "ograničeno izdanje" i "podrijetlo dekor izdanje" Dodaci: Novi predmeti (alkemijska stanica, stolica za ljuljanje), nove mogućnosti odjeće, uključujući krila, nove osobine. Značajke: Nadnaravna životna stanja uključujući vještice, vukodlake, vile, vampire i zombije; stvaranje nadnaravnih Simova izravno u Create-A-Simu. Novi svijet: Moonlight Falls | Vampir · Vještica · Vukodlak · Zombi · Vila | Proročica |
| Seasons          | 13. studenog 2012. 15. studenog 2012.   | Tri izdanja: Redovito, „Ograničeno izdanje“ i „Izvorno izdanje Trick or Treat Costume Pack Edition“ Dodaci: Nove vještine (nogomet / snowboard), nove osobine, sezonska slavlja. Značajke: Vrijeme, godišnja doba, nova kategorija odjeće za gornju odjeću, novi festivali i praznici, kupanje u oceanu. | Stranac                                     | Ispitni predmet (samo za strance)                                                                                       |
| University Life  | 5. ožujka 2013. 7. ožujka 2013.         | Tri izdanja: redovno, "ograničeno izdanje" i "izvorno izdanje s predbilježbom" Dodaci: Nove vještine (kuglanje, znanost, fotografija, društvene mreže i ulična umjetnost), nove osobine, društvene grupe, fakulteti, pametni telefon, novi sveučilišni svijet u koji ulazite kad se prijavite i vremenske prilike. Novi sveučilišni svijet: Sims University | PlantSim                                    | Procjenitelj umjetnosti · Sportski agent · Programer videoigara                                                         |
| Island Paradise  | 25. lipnja 2013. 27. lipnja 2013.       | Tri izdanja: redovno, "ograničeno izdanje" i "izvorno izdanje s predbilježbom" Dodaci i značajke: kućni brodovi, upravljanje odmaralištem, otkrivanje otoka, novi načini prijevoza na vodi (npr. Plovidba brodom, skijanje na vodi, jedrenje na dasci). Novi svijet: Isla Paradiso | Sirena                                      | Spasilac · Voditelj odmarališta · Ronioc na dah                                                                         |
| Into the Future  | 22. listopada 2013. 24. listopada 2013. | Dva izdanja: redovito i "ograničeno izdanje" Dodaci i značajke: Putovanje u budućnost Novi budući svijet: Oasis Landing | Plumbot (robot)                             | Trgovac svinjama · Astronom · Dremič svodnika                                                                           |

### Stuff packs
Paketi stvari uključuju samo nove predmete, npr. namještaj, odjeća, frizure. Oni ne dodaju nikakvu novu funkcionalnost u igru. Stuff Packs kompatibilni su sa sustavima Windows i OS X, kao i s glavnim paketima igara i proširenja. 
| Ime nastavka              | Datum izlaska                         | Uključuje |
| ------------------------- | ------------------------------------- | --- |
| High-End Loft Stuff       | 2. veljače 2010. 4. veljače 2010.     | High-end furnishings, mainly technology such as televisions, video game consoles, and computers, as well as postmodern designs of bookshelves, tables, and chairs. Three items from The Sims and The Sims 2 were reintroduced to celebrate The Sims 10th Anniversary. Alternatively titled "Design and High-Tech Stuff".                                                               |
| Fast Lane Stuff           | 7. rujna 2010. 9. rujna 2010.         | Four all‐new styles of fashions, furnishings, and vehicles: Racing, Intrigue, Rockabilly, and Classic Luxury. |
| Outdoor Living Stuff      | 1. veljače 2011. 3. veljače 2011.     | Clothing, furnishings, and items centered on patio activities in two new styles: "Garden Terrace" features elegant wrought-iron pieces, while "Sunset on the Veranda" embraces the warmth of outdoors. |
| Town Life Stuff           | 26. srpnja 2011. 28. srpnja 2011.     | New casual outfits, hairstyles, and items. Features newly redesigned venues such as a school, cafe, and grocery store; as well as new community lots including a gym, park, laundromat, and library. |
| Master Suite Stuff        | 24. siječnja 2012. 26. siječnja 2012. | Luxurious bedroom and bathroom décor centered on romance and relaxation. New contemporary furnishings and intimate apparel themed for creating romantic master suites. |
| Katy Perry's Sweet Treats | 5. lipnja 2012. 7. lipnja 2012.       | New candy-themed décor, items, outfits, hairstyles, and community lots. Features a Simlish version of Katy Perry's song "Last Friday Night (T.G.I.F.)". On July 15, 2013, a Community Manager for EA confirmed that this stuff pack has been retired by EA and is no longer available to purchase, though users can still register this stuff pack on Origin using their product keys. |
| Diesel Stuff              | 10. srpnja 2012. 12. srpnja 2012.     | New clothing and décor from Diesel. |
| 70s, 80s, & 90s Stuff     | 22. siječnja 2013. 24. siječnja 2013. | Outfits, hairstyles and items modeled on that of the 1970s, 1980s and 1990s. |
| Movie Stuff               | 10. rujna 2013. 12. rujna 2013.       | Clothing and décor inspired from iconic movie themes and settings. |

## Vanjske poveznice
- The Sims 3 arhivirano 25. veljače 2021. godine